# Уайт-Маунтинс (Нью-Гэмпшир)

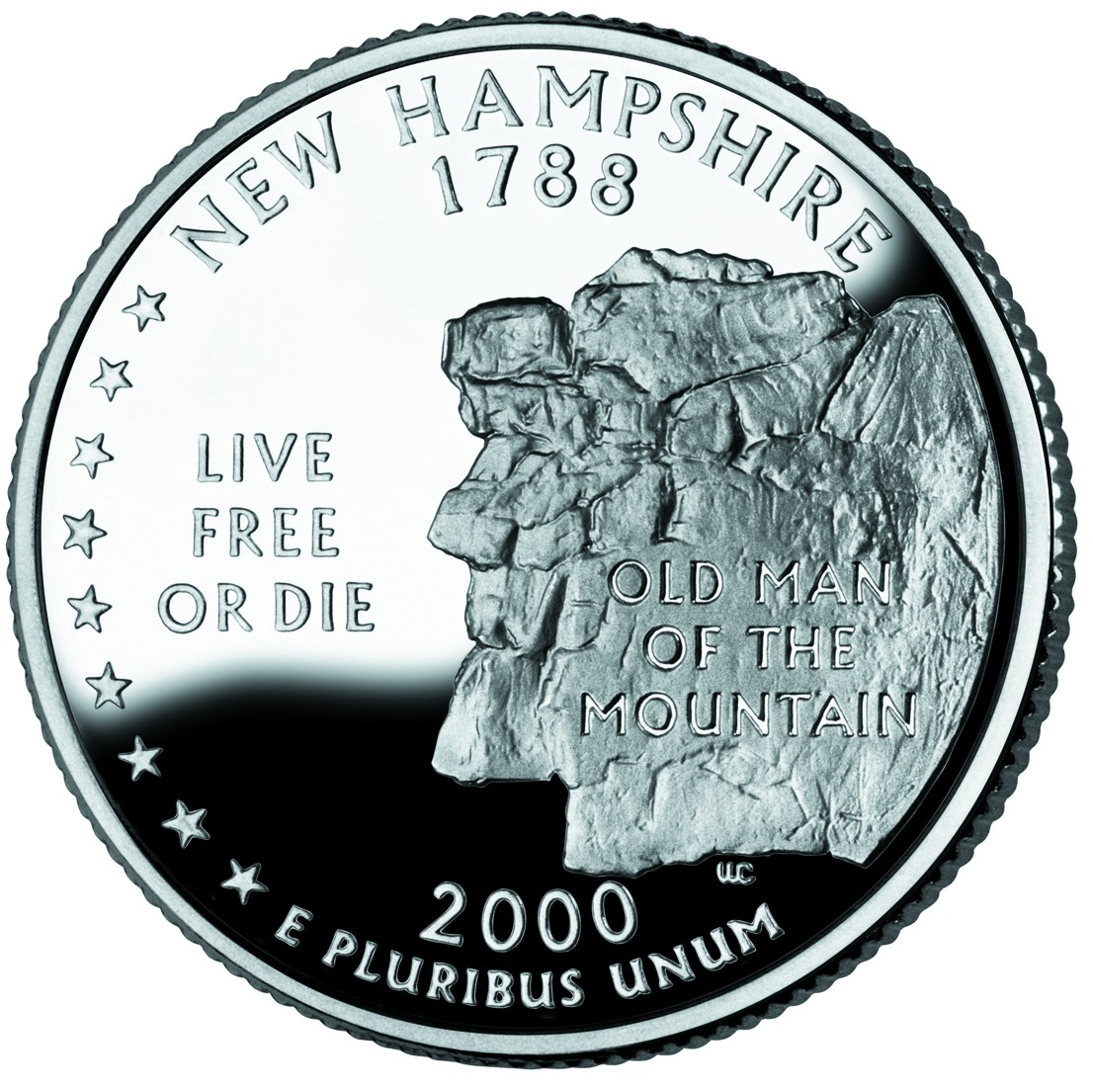
Старик на горе на 25 центовой монете

Уайт-Маунтинс или Белые горы (англ. The White Mountains) — горный хребет, расположенный в США и занимающий четверть площади штата Нью-Гэмпшир и небольшую территорию на западе штата Мэн. Входит в горную систему Аппалачи. Считается наиболее труднодоступным местом в Новой Англии.
Большая часть хребта открыта для посещения, в том числе Национальный лес Белой горы (англ. White Mountain National Forest) и другие природные парки. Наиболее известная вершина — Вашингтон (1917 м), являющаяся самой высокой горой северо-востока США и местом самых сильных ветров на поверхности земли. Гора Вашингтон — одна из вершин, входящих в Президентский хребет, названный так потому, что горы, входящие в него, названы в честь президентов США.
На горе Кэннон находится участок под названием Старик на горе, напоминающий профиль морщинистого старого человека. В мае 2003 года это изображение обрушилось, но по-прежнему остаётся символом штата.
На хребте также располагается множество хижин для путешественников. Аппалачская тропа пересекает горы с юго-запада на северо-восток. Горы также пересекаются двумя современными автомобильными трассами с юга на север.

## Геология
Извержения магмы, сформировавшие Белые горы происходили 124—100 миллионов лет назад в результате движения Северо-Американской плиты на запад к горячей точке Новой Англии.

## В искусстве

### Живопись
Как наиболее живописное место северо-восточного побережья США, Белые горы привлекали сотни художников в XIX веке. Эту группу художников иногда относят к «школе Белых гор», однако некоторые оспаривают их отношение к «школе» из-за того, что художники не использовали единый стиль.